# Le Vinci
 (février 2016).
Le Vinci (Anciens Noms : Le Trapèze, Mazars, Gefco) est un immeuble de bureaux de situé dans le quartier d'affaires français de la Défense (précisément à Courbevoie, dans le quartier du Faubourg de l'Arche), dont la construction a été achevée en novembre 2000. C'est l'édifice de La Défense au style post-moderne le plus marqué.
Cet immeuble, de dimension relativement modeste comprend 9 990 m2 répartis sur 10 niveaux. Il est situé sur le nouveau parvis, entre la tour Adria, l'université « Léonard de Vinci », la Grande Arche et le CNIT.